# 國土開發幹線自動車道
國土開發幹線自動車道（日语：／ Kokudo Kaihatsu kansen jidōshadō */?），簡稱國幹道，是日本基於國土開發幹線自動車道建設法（页面存档备份，存于）（以下簡稱「法」）而被預定建設的道路，為高規格幹線道路的一種。
此法律於1957年由國土開發縱貫自動車道建設法公布、施行，6個舊道路建設法的廢止後於1966年改正制定了約7600公里的預定路線。1987年的第四次全國綜合開發計劃實行基於以前的路線延伸，與新的路線追加和改正，現在長度為11520公里。

## 預定路線
國土開發幹線自動車道預定路線（法3條、別表）（最後修正：1999年12月22日）。
| 路線名                 | 路線名                 | 起點                 | 主要經過地                                                                          | 主要經過地                                                           | 終點               |
| ---------------------- | ---------------------- | -------------------- | ----------------------------------------------------------------------------------- | -------------------------------------------------------------------- | ------------------ |
| 北海道縱貫自動車道     | 北海道縱貫自動車道     | 函館市               | 室蘭市附近 札幌市 岩見澤市 旭川市附近                                               | 室蘭市附近 札幌市 岩見澤市 旭川市附近                                | 稚内市             |
| 北海道橫斷自動車道     | 根室線                 | 北海道壽都郡黑松内町 | 北海道虻田郡俱知安町附近 小樽市 札幌市 夕張市附近 帶廣市附近 北海道足寄郡足寄町附近 | 釧路市                                                               | 根室市             |
| 北海道橫斷自動車道     | 網走線                 | 北海道壽都郡黑松内町 | 北海道虻田郡俱知安町附近 小樽市 札幌市 夕張市附近 帶廣市附近 北海道足寄郡足寄町附近 | 北見市                                                               | 網走市             |
| 東北縱貫自動車道       | 弘前線                 | 東京都               | 浦和市 館林市 宇都宮市 福島市 仙台市 盛岡市                                         | 鹿角市 弘前市                                                        | 青森市             |
| 東北縱貫自動車道       | 八戶線                 | 東京都               | 浦和市 館林市 宇都宮市 福島市 仙台市 盛岡市                                         | 八戶市                                                               | 青森市             |
| 東北橫斷自動車道       | 釜石秋田線             | 釜石市               | 花卷市附近 北上市 橫手市附近                                                        | 花卷市附近 北上市 橫手市附近                                         | 秋田市             |
| 東北橫斷自動車道       | 酒田線                 | 仙台市               | 山形市附近 鶴岡市附近                                                               | 山形市附近 鶴岡市附近                                                | 酒田市             |
| 東北橫斷自動車道       | 磐城新潟線             | 磐城市               | 會津若松市附近                                                                      | 會津若松市附近                                                       | 新潟市             |
| 日本海沿岸東北自動車道 | 日本海沿岸東北自動車道 | 新潟市               | 村上市附近 鶴岡市附近 酒田市附近 秋田市附近 能代市附近 大館市附近                   | 村上市附近 鶴岡市附近 酒田市附近 秋田市附近 能代市附近 大館市附近    | 青森市             |
| 東北中央自動車道       | 東北中央自動車道       | 相馬市               | 福島市附近 米澤市附近 山形市附近 新市附近                                           | 福島市附近 米澤市附近 山形市附近 新市附近                            | 橫手市             |
| 關越自動車道           | 新潟線                 | 東京都               | 川越市 本庄市                                                                       | 前橋市                                                               | 新潟市             |
| 關越自動車道           | 上越線                 | 東京都               | 川越市 本庄市                                                                       | 高崎市附近 長野市附近                                                | 上越市             |
| 常磐自動車道           | 常磐自動車道           | 東京都               | 柏市 土浦市 水戶市 磐城市 相馬市附近                                                | 柏市 土浦市 水戶市 磐城市 相馬市附近                                 | 仙台市             |
| 東關東自動車道         | 館山線                 | 東京都               | 習志野市                                                                            | 千葉市附近 木更津市                                                  | 館山市             |
| 東關東自動車道         | 水戶線                 | 東京都               | 習志野市                                                                            | 茨城縣鹿島郡鹿島町                                                   | 水戶市             |
| 北關東自動車道         | 北關東自動車道         | 高崎市               | 前橋市附近 宇都宮市附近 水戶市附近                                                  | 前橋市附近 宇都宮市附近 水戶市附近                                   | 那珂湊市           |
| 中央自動車道           | 富士吉田線             | 東京都               | 神奈川縣津久井郡相模湖町 大月市                                                     | 神奈川縣津久井郡相模湖町 大月市                                      | 富士吉田市         |
| 中央自動車道           | 西宮線                 | 東京都               | 神奈川縣津久井郡相模湖町 大月市 甲府市 諏訪市                                       | 飯田市 中津川市 小牧市 大垣市 大津市 京都市 吹田市                   | 西宮市             |
| 中央自動車道           | 長野線                 | 東京都               | 神奈川縣津久井郡相模湖町 大月市 甲府市 諏訪市                                       | 松本市附近                                                           | 長野市             |
| 第一東海自動車道       | 第一東海自動車道       | 東京都               | 橫濱市 静岡市 濱松市 豐橋市 名古屋市                                                | 橫濱市 静岡市 濱松市 豐橋市 名古屋市                                 | 小牧市             |
| 東海北陸自動車道       | 東海北陸自動車道       | 一宮市               | 關市 岐阜縣大野郡莊川村附近                                                         | 關市 岐阜縣大野郡莊川村附近                                          | 砺波市             |
| 第二東海自動車道       | 第二東海自動車道       | 東京都               | 厚木市附近 静岡市附近                                                               | 厚木市附近 静岡市附近                                                | 名古屋市           |
| 中部橫斷自動車道       | 中部橫斷自動車道       | 清水市               | 山梨縣中巨摩郡甲西町附近                                                            | 山梨縣中巨摩郡甲西町附近                                             | 佐久市             |
| 北陸自動車道           | 北陸自動車道           | 新潟市               | 上越市 富山市 金澤市 福井市 敦賀市                                                  | 上越市 富山市 金澤市 福井市 敦賀市                                   | 滋賀縣米原市       |
| 近畿自動車道           | 伊勢線                 | 名古屋市             | 四日市市                                                                            | 津市                                                                 | 伊勢市             |
| 近畿自動車道           | 名古屋大阪線           | 名古屋市             | 四日市市                                                                            | 天理市 大阪市                                                        | 吹田市             |
| 近畿自動車道           | 名古屋神戶線           | 名古屋市             | 四日市市附近 大津市附近 京都市附近 高槻市附近                                       | 四日市市附近 大津市附近 京都市附近 高槻市附近                        | 神戶市             |
| 近畿自動車道           | 紀勢線                 | 松原市               | 和歌山市 田邊市附近 新宮市附近 尾鷲市附近                                           | 和歌山市 田邊市附近 新宮市附近 尾鷲市附近                            | 三重縣多氣郡勢和村 |
| 近畿自動車道           | 敦賀線                 | 吹田市               | 三田市附近 福知山市 舞鶴市 小濱市附近                                               | 三田市附近 福知山市 舞鶴市 小濱市附近                                | 敦賀市             |
| 中國縱貫自動車道       | 中國縱貫自動車道       | 吹田市               | 兵庫縣加東郡瀧野町 津山市 三次市 島根縣鹿足郡六日市町 山口市                        | 兵庫縣加東郡瀧野町 津山市 三次市 島根縣鹿足郡六日市町 山口市         | 下關市             |
| 山陽自動車道           | 山陽自動車道           | 吹田市               | 神戶市附近 姫路市附近 岡山市附近 廣島市 岩國市附近 山口市 宇部市附近                | 神戶市附近 姫路市附近 岡山市附近 廣島市 岩國市附近 山口市 宇部市附近 | 下關市             |
| 中國橫斷自動車道       | 姫路鳥取線             | 姫路市               | 兵庫縣佐用郡佐用町附近                                                              | 兵庫縣佐用郡佐用町附近                                               | 鳥取市             |
| 中國橫斷自動車道       | 岡山米子線             | 岡山市               | 岡山縣真庭郡落合町附近 米子市附近                                                   | 岡山縣真庭郡落合町附近 米子市附近                                    | 境港市             |
| 中國橫斷自動車道       | 尾道松江線             | 尾道市               | 三次市附近                                                                          | 三次市附近                                                           | 松江市             |
| 中國橫斷自動車道       | 廣島濱田線             | 廣島市               | 廣島縣山縣郡千代田町附近                                                            | 廣島縣山縣郡千代田町附近                                             | 濱田市             |
| 山陰自動車道           | 山陰自動車道           | 鳥取市               | 米子市附近 松江市附近 濱田市附近 長門市附近                                         | 米子市附近 松江市附近 濱田市附近 長門市附近                          | 美祢市             |
| 四國縱貫自動車道       | 四國縱貫自動車道       | 德島市               | 德島縣三好郡池田町附近 松山市附近                                                   | 德島縣三好郡池田町附近 松山市附近                                    | 大洲市             |
| 四國橫斷自動車道       | 四國橫斷自動車道       | 阿南市               | 德島市 高松市 川之江市附近 高知市附近 須崎市 中村市附近 宇和島市附近                | 德島市 高松市 川之江市附近 高知市附近 須崎市 中村市附近 宇和島市附近 | 大洲市             |
| 九州縱貫自動車道       | 鹿兒島線               | 北九州市             | 福岡市 鳥栖市 熊本市 蝦野市                                                         | 福岡市 鳥栖市 熊本市 蝦野市                                          | 鹿兒島市           |
| 九州縱貫自動車道       | 宮崎線                 | 北九州市             | 福岡市 鳥栖市 熊本市 蝦野市                                                         | 福岡市 鳥栖市 熊本市 蝦野市                                          | 宮崎市             |
| 九州橫斷自動車道       | 長崎大分線             | 長崎市               | 佐賀市 鳥栖市 甘木市 日田市附近                                                     | 佐賀市 鳥栖市 甘木市 日田市附近                                      | 大分市             |
| 九州橫斷自動車道       | 延岡線                 | 熊本縣上益城郡御船町 | 宮崎縣西臼杵郡高千穗町附近                                                          | 宮崎縣西臼杵郡高千穗町附近                                           | 延岡市             |
| 東九州自動車道         | 東九州自動車道         | 北九州市             | 行橋市附近 大分市附近 延岡市附近 宮崎市附近 日南市附近 鹿屋市附近                   | 行橋市附近 大分市附近 延岡市附近 宮崎市附近 日南市附近 鹿屋市附近    | 鹿兒島市           |

## 關連項目
- 高速公路
- 日本高速公路
- 日本高速道路列表

## 外部連結
- 國土交通省（页面存档备份，存于）
  - 國土開發幹線自動車道建設会議（页面存档备份，存于）